# Claude Michel
Claude Michel (Etterbeek, 16 juli 1939 - Brussel, 23 maart 2013) was een Belgisch lid van het Brussels Hoofdstedelijk Parlement. 

## Levensloop
Als licentiaat in de rechten aan de ULB werd Michel beroepshalve jurist.
Hij werd politiek actief voor de PRL en daarna de MR en was voor deze partijen van 1976 tot 2006 gemeenteraadslid van Brussel. Van 1995 tot 2000 was hij er eveneens schepen van Financiën. Ook was hij voorzitter van de Brusselse Vereniging van Steden en Gemeenten.
Daarnaast was hij van 1985 tot 1989 provincieraadslid van Brabant, waarna hij van 1989 tot 2004 lid was van het Brussels Hoofdstedelijk Parlement.
Hij overleed onverwacht op 73-jarige leeftijd aan een hartaanval.
- Bibliothèque nationale de France: cb12065360k (data)
- International Standard Name Identifier: 0000 0000 0090 1803
- Système universitaire de documentation: 069966737
- Virtual International Authority File: 36940333